# جوزيف مجدلاني
جوزيف مجدلاني أو ج.ب.م (بالإنجليزية: Joseph Majdalani-JBM)‏ مُؤسس مركز علوم الإيزوتيريك في لبنان والعالم العربي.

## دراسته واختصاصه
- ماجستير في إدارة الأعمال.
- دراسات عليا في الفلسفة والتاريخ القديم.
- متَخصِّص في علوم الإيزوتيريك ( Esoteric Sciences).
- دكتوراه فخرية في دراسة علوم الباطن الإنساني- الايزوتيريك. مُنحت هذه الدكتوراه عندما كان عدد مؤلفات الإيزوتيريك خمسة عشر كتاباً فقط.

## الكتابة والمؤلفات
- لديه أكثر من سبعين كتاباً حتى عام 2016، تتناول علوم باطن الإنسان شعراً ورواية وفلسفة في تطبيق عملي وطريقة حياة.
- مؤلفات الدكتور مجدلاني (موقعة بالأحرف الثلاثة الأولى من اسمه ج ب م) تشرح خفايا علوم الإيزوتيريك، تبسِّطها وتدرسها أيضاً.
- مجموع مؤلفاته الستون لغاية تاريخه منتشرة في المكتبات والمراكز الثقافية، وفي عدد كبير من الجامعات والمدارس، ناهيكم عن تواجدها في العديد من مكتبات الدول العربية، وترجمتها إلى سبعة لغات (عربي، فرنسي، إنكليزي، إسباني، بلغاري، روسي وأرمني).

## العضويات والجمعيات والمراكز
- مؤسس مركز علوم الإيزوتيريك، المركز الأول من نوعه في لبنان والعالم العربي، الذي يُدرِّس الخفايا في أصول معرفة الذات ويُفسر الغوامض في الطبيعة والحياة.[3]
- مؤسس ورئيس جمعية أصدقاء المعرفة البيضاء.
- مؤسس رابطة علوم المعرفة
- عضو في اتحاد الكتاب اللبنانيين.
- عضو في الأكاديمية اللبنانية.

## العمل
- مُتفرِّغ منذ العام 1986 للتأليف والكتابة وتقديم علوم الإيزوتيريك في محاضرات عامة منتظمة أسبوعية وشهرية، في المناطق اللبنانية كافة، وفي بعض الدول العربية والغربية.